# Chiesa di Santa Maria Assunta (Riccia)
La chiesa di Santa Maria Assunta, anche nota come chiesa dell'Assunta, è un edificio religioso di Riccia, in provincia di Campobasso. Dedicato all'Assunzione di Maria, è la chiesa madre  e parrocchiale del comune e sorge a nord del centro abitato, nel centro storico, presso il municipio.

## Storia
La chiesa, originaria del XIII secolo e di architettura romanica, venne parzialmente ricostruita ed espansa nel XVIII secolo e riconsacrata nel 1765. Della struttura originale medievale conserva diversi elementi, principalmente nel portale e nei capitelli; mentre la struttura rinnovata si presenta a tre navate, ed ha subito un ulteriore restauro ad inizio del XX secolo.

## Descrizione

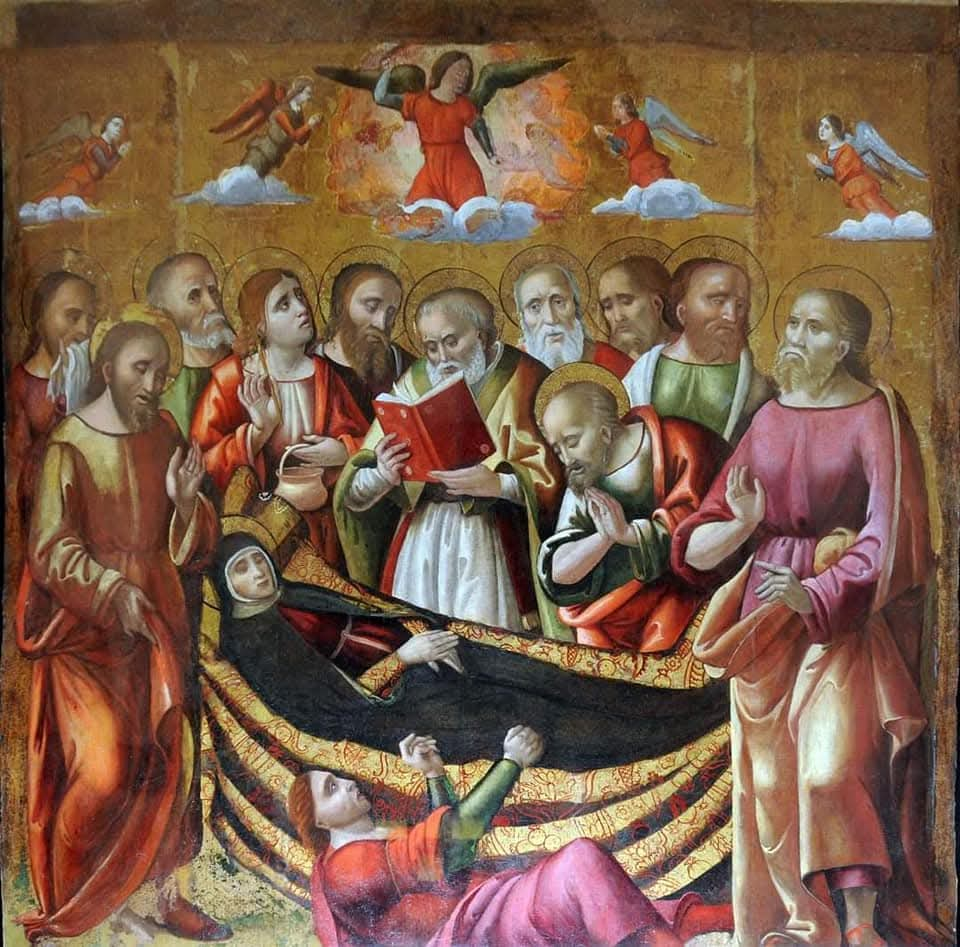
Dormitio Virginis, dipinto di Silvestro Buono (XV secolo)

L'esterno della chiesa, rifatto nel XX secolo, segue una sorta di vago stile medievale, con pietre conce in modo da realizzare una facciata pseudo romanica a salienti. Il campanile medievale è a torre con cuspide. L'interno barocco conserva gli stemmi quattrocenteschi di Bartolomeo de Capoa ed Aurelia Orsini; e nel fondo della navata sinistra si trova la cappella con la volta a crociera costolonata ed arco gotico. Il dipinto affrescato è la "Dormitio Virginis" di Silvestro Buono, allievo di Antonio Solario, del 1480 circa. Fra le statue presenti nella chiesa, vi è un Sant'Agostino del 1726, scolpito a Napoli dallo scultore Giovanni Buonavita. L'altare maggiore venne costruito usando pietra locale e, per gli intarsi, il marmo serpentino.